# Nordovest (Somalia)
Nordovest (in Somalo Woqooyi Galbeed; in araboوقوي غلبيد  Wūqūy Ghalbayd conosciuta anche come Fossa dell'Elefante ovvero Maarodi Jeex) è una regione dello Stato federale del Somaliland, in Somalia.
Il capoluogo è Hargheisa.
In questa regione sono presenti i seguenti distretti:
- Hargheisa
- Gabiley
- Salahlay
- Sabawanaag
- Bali Gubadle
- Dararweyne